# Dobrovodî, Babanka
Dobrovodî (în ucraineană Доброводи) este o comună în raionul Babanka, regiunea Cerkasî, Ucraina, formată numai din satul de reședință.

## Demografie
Componența lingvistică a comunei Dobrovodî
     Ucraineană (98,15%)
     Rusă (1,64%)
     Alte limbi (0,1%)
Conform recensământului din 2001, majoritatea populației comunei Dobrovodî era vorbitoare de ucraineană (98,15%), existând în minoritate și vorbitori de rusă (1,64%).